# Прва Београдска лига у фудбалу — група Б
Прва београдска лига група Б је једна од 31 Окружне лиге у фудбалу. Окружне лиге су пети ниво лигашких фудбалских такмичења у Србији. Виши степен такмичења је Београдска зона, a нижи Прва општинска лига Обреновац,Општинска лига Барајево и Прва општинска лига Лазаревац. Лига је основана 2013. године, а у у првој сезони је бројала 14 клубова. Кроз године се тај број није нити увећавао нити смањивао.